# Cancricepon elegans
Cancricepon elegans är en kräftdjursart som först beskrevs av Giard och Bonnier 1886.  Cancricepon elegans ingår i släktet Cancricepon och familjen Bopyridae. Inga underarter finns listade i Catalogue of Life.